# EN15-5
A estrada nacional 15-5 (N15-5) é uma estrada que liga Vale de Nogueira a   M 564-2  depois de passar por a saída para Fermentães (  M 1058 ) e Vila Franca no concelho de Bragança.